# 四氢异喹啉
四氢异喹啉（英文：Tetrahydroisoquinoline，缩写：TIQ或THIQ）是一种有机化合物，化学式为C9H11N。它属于仲胺类，由异喹啉经氢化而得。它是一种无色粘稠液体，可与大多数有机溶剂混溶。在许多生物活性化合物和药物中都会遇到四氢异喹啉结构。

## 反应
作为仲胺，四氢异喹啉具有弱碱性，与强酸形成盐。四氢异喹啉脱氢可生成异喹啉，加氢可生成十氢异喹啉。与其他仲胺一样，四氢异喹啉可以在二氧化硒的催化下使用过氧化氢氧化成相应的硝酮。

## 毒理学
四氢异喹啉的衍生物可能作为某些药物的代谢产物在体内形成，这曾被认为与酒精中毒的发展有关。这一理论现在已被质疑，不再被科学界普遍接受，但神经毒性四氢异喹啉的衍生物（如norsalsolinol）的内源性生产仍然被研究为帕金森氏病等某些疾病的可能原因。

## 四氢异喹啉
四氢异喹啉结构存在于许多药物中，例如筒箭毒碱（种神经肌肉阻滞药）。基于4-取代四氢异喹啉的药物包括诺米芬辛和双氯芬辛。它们可以通过苄胺与卤化苯乙酮的N-烷基化来制备。天然存在的四氢异喹啉包括車瑞靈和宽叶啉。
Esproquin由四氢异喹啉制成，凭借其α-肾上腺素能阻滞特性显示出降压活性。